# Gara Queenstown Road (Battersea)

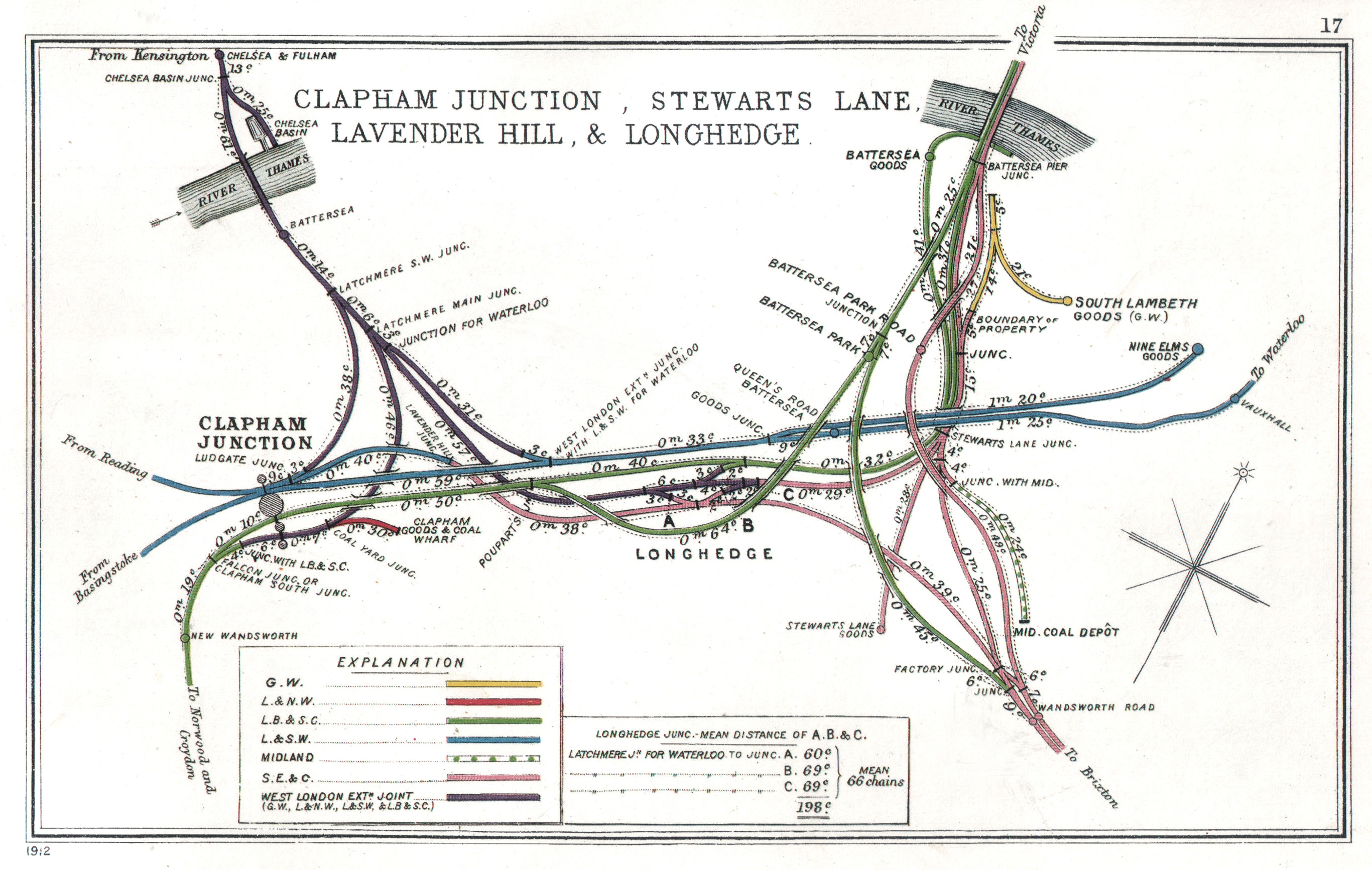
O hartă din 1912 care arată liniile din jurul Queenstown Road (denumită aici Queen's Road Battersea)

Queenstown Road este o gară în zona de sud-vest a Londrei, 4,2 km sud-vest de Londra Waterloo, între Vauxhall și Clapham Junction. Se află la distanță mică de gara Battersea Park și Battersea Park spre vest. Gara are trei peroane, dintre care două sunt în uz și deservesc toate trenurile locale care circulă pe linia Waterloo-Reading.

## Istorie
Gara a fost inaugurată pe 1 august 1877 de către London and South-Western Railway cu numele de Queen's Road (Battersea). Numele de la intrare încă menționează Queen's Road. Gara nu trebuie confundată cu alte gări cu nume similar, precum Queens Road Peckham, Walthamstow Queen's Road sau stația de metrou Queensway, care a fost și ea numită la început Queens Road.

## Conexiuni
Autobuzele 137, 156, 452 și N137 opresc la gară.

## Viitor
Network Rail intenționează să redeschidă peronul 1 la Queenstown Road pentru a permite segregarea fluxurilor spre Windsor și de pe magistrală, furnizând astfel capacitate suplimentară spre Londra Waterloo.